# Quotenstichprobe
Die Quotenstichprobe (Quota-Samples) ist eine spezielle Systematische Stichprobe.
Quotenstichproben sind keine Zufallsstichproben, sondern beruhen auf einer bewussten Auswahl von Zielpersonen. Bei einer Quotenstichprobe wird versucht, eine repräsentative Zusammensetzung der Stichprobe durch die Festlegung von Quoten an bestimmten Merkmalen, deren Verteilung in der Grundgesamtheit bekannt sein müssen, herbeizuführen. Den Interviewern werden genaue Vorgaben gemacht, welche Eigenschaften die zu befragenden Personen haben müssen.
Die Güte einer Quotenstichprobe kann überprüft werden, indem die Verteilung nicht quotierter, aber für die Grundgesamtheit bekannter Merkmale in Stichprobe und Bevölkerungsstatistik verglichen wird. Wurden beispielsweise für eine Quotenstichprobe anhand von Zensusdaten die Merkmale Alter, Geschlecht und Wohnortgröße verwendet, kann das zusätzliche Merkmal Konfession genutzt werden, um festzustellen, inwieweit die Stichprobe der Grundgesamtheit entspricht.

## Vergleich Quotenstichprobe und Geschichtete Zufallsstichprobe
Die Quotenstichprobe ist von der Geschichteten Zufallsstichprobe zu unterscheiden. Bei der Quotenstichprobe wird nach bestimmten Merkmalen so lange gezogen, bis die gewünschten Quoten erreicht sind. Bei der Geschichteten Zufallsstichprobe werden Ziehungsanteile bestimmter Merkmale vorab festgelegt und dann zufällig gezogen. Damit hat die Geschichtete Zufallsstichprobe eine angebbare Ziehungswahrscheinlichkeit. Bei der Quotenstichprobe kann keine Ziehungswahrscheinlichkeit für die Quotenmerkmale angegeben werden; die Ziehung ist von der Teilnahmebereitschaft vorangegangener Fälle abhängig.

## Anwendung
Quotenstichproben werden in den Sozialwissenschaften und insbesondere in der Psychologie eingesetzt. Ein Grund für die Anwendung der Quotenstichprobe in der Umfrageforschung liegt in den geringen Ausschöpfungsquoten bei Zufallsstichproben, die bei Telefonumfragen in den USA inzwischen unter 10 Prozent liegen. Bei einer Quotenstichprobe werden Interviewverweigerer durch sogenannte Statistische Zwillinge ersetzt, die die gleichen Quotenmerkmale aufweisen. Dem liegt die Annahme zugrunde, dass statistische Zwillinge sich auch in den nicht quotierten Merkmalen ähnlich sind (s. oben). Auf diese Weise gibt es bei Quotenstichproben keinen (sichtbaren) Stichprobenausfall, der die Ergebnisse bei Zufallsstichproben in erheblichem Ausmaß verzerren kann.

## Vorteile gegenüber der einfachen Zufallsstichprobe
Angenommen man möchte in einem pädagogischen Studiengang das monatliche Einkommen von Studentinnen und Studenten vergleichen. Eine einfache Zufallsstichprobe wäre hier ungeeignet, da Studiengänge mit pädagogischer Richtung meist nur einen geringen Männeranteil haben. Beim zufälligen Auswählen der Studienteilnehmer würden mehr Frauen als Männer befragt, sodass u. U. keine haltbaren Aussagen gemacht werden können (wenn der Männeranteil im Studiengang beispielsweise 10 % beträgt, wären von 100 zufällig ausgewählten Studierenden nur 10 männlich). Stattdessen bietet sich eine Quotenstichprobe an, bei der die Befragten zu ungefähr gleichen Teilen nach einem bestimmten Merkmal (in diesem Fall das Geschlecht) ausgewählt werden.

## Wissenschaftliche Diskussion um die Quotenstichprobe
Die Wissenschaftlichkeit und der Nutzen von Quotenstichproben werden in der Sozialwissenschaft seit Jahrzehnten kontrovers diskutiert.
Kritiker und Gegner des Verfahrens stützen ihre Ablehnung auf mehrere Argumente. Das erste Argument ist, dass die Mathematik der Zufallsstichprobe auf Quotenstichproben nicht anwendbar ist. Somit ist es auch nicht zulässig (aber gleichwohl technisch möglich) Kennzahlen für die Qualität einer Untersuchung wie Konfidenzintervalle zu berechnen. Ein weiteres Argument ist der Einfluss der Qualität der Interviewer-Arbeit auf das Ergebnis: Die Auswahl der konkreten Zielperson bleibt bei der Quotenstichprobe dem Interviewer überlassen. Durch dieses Vorgehen bekommen die Interviewer einen großen Einfluss auf den Verlauf der Studie. Nur wenn sie korrekt arbeiten, entspricht die Stichprobe den Qualitätskriterien. Da die Interviewer pro durchgeführtem Interview bezahlt werden und da wegen des Schutzes der Anonymität der Befragten eine Nachkontrolle schwierig ist, seien Quotenstichproben anfällig für Manipulationen. Hinzu kommt, dass das Verfahren die Auswahlwahrscheinlichkeit für gut erreichbare Personen erhöht, bzw. man mit der Quotenstichprobe Menschen, die sich partout nicht befragen lassen, ebenso wenig erreicht, wie mit einer Zufallsstichprobe.
Nutzer und Befürworter der Quotenstichprobe dagegen argumentieren mit den Ergebnissen in der Forschungspraxis, die mindestens genauso gut seien, wie die mit Zufallsstichproben gewonnenen. Angesichts der sinkenden Ausschöpfungsquoten bei Zufallsstichproben soll auch eine Verbesserung der Repräsentativität durch Verzicht auf Zufallsstichproben angestrebt werden.
Quotenstichproben sind unter bestimmten Bedingungen schneller und – allerdings in Abhängigkeit vom Umfragemodus (telefonisch, persönlich, postalisch, online) – wirtschaftlicher als Zufallsstichproben. Das gilt vor allem dann, wenn keine Liste der zu befragenden Menschen vorliegt, aus der eine Zufallsstichprobe gezogen werden könnte. Durch die Quotenvorgaben werde außerdem der Ermessensspielraum des Interviewers so stark eingeschränkt, dass eine Zufallsauswahl angenähert werde.